# Claudio Zamorano
Claudio Ignacio Zamorano Salamanca (El Salvador, Chile, 25 de agosto de 1998) es un futbolista profesional chileno que se desempeña como Mediocampista y actualmente milita en Deportes Copiapó de la Primera B de Chile.

## Estadísticas

### Clubes
| Club                    | Div.                | Temporada           | Liga  | Liga  | Copas nacionales | Copas nacionales | Torneos internacionales | Torneos internacionales | Total | Total |
| Club                    | Div.                | Temporada           | Part. | Goles | Part.            | Goles            | Part.                   | Goles                   | Part. | Goles |
| ----------------------- | ------------------- | ------------------- | ----- | ----- | ---------------- | ---------------- | ----------------------- | ----------------------- | ----- | ----- |
| Deportes Temuco · Chile | 1.ª                 | 2017                | 0     | 0     | —                | —                | —                       | —                       | 0     | 0     |
| Deportes Temuco · Chile | 1.ª                 | 2018                | 10    | 0     | —                | —                | 2                       | 0                       | 12    | 0     |
| Deportes Temuco · Chile | 2.ª                 | 2019                | 13    | 0     | —                | —                | —                       | —                       | 13    | 0     |
| Deportes Temuco · Chile | 2.ª                 | 2020                | 13    | 0     | —                | —                | —                       | —                       | 13    | 0     |
| Deportes Temuco · Chile | 2.ª                 | 2021                | 29    | 0     | 4                | 0                | —                       | —                       | 33    | 0     |
| Deportes Temuco · Chile | 2.ª                 | 2022                | 24    | 1     | 3                | 0                | —                       | —                       | 27    | 1     |
| Deportes Temuco · Chile | Total club          | Total club          | 89    | 1     | 7                | 0                | 2                       | 0                       | 98    | 1     |
| Total en su carrera     | Total en su carrera | Total en su carrera | 89    | 1     | 7                | 0                | 2                       | 0                       | 98    | 1     |
| 1. 2. 3.                |                     |                     |       |       |                  |                  |                         |                         |       |       |